# Apistogramma bitaeniata
Apistogramma bitaeniata és una espècie de peix de la família dels cíclids i de l'ordre dels perciformes.

## Morfologia
Els mascles poden assolir els 4,6 cm de longitud total.

## Distribució geogràfica
Es troba a Sud-amèrica: riu Amazones (Perú i Brasil).